# Wzór Stirlinga
Wzór Stirlinga – wzór pozwalający obliczyć w przybliżeniu wartość silni: 
|  |  | {\displaystyle n!\approx {\bigg (}{\frac {n}{e}}{\bigg )}^{n}{\sqrt {2\pi n}}} |  | (1) |

Wzór ten daje dobre przybliżenie dla dużych liczb {\displaystyle n.}
Formalnie: {\displaystyle \lim _{n\to \infty }{\frac {n!}{{\sqrt {2\pi n}}\;\left({\frac {n}{e}}\right)^{n}}}=1.}
Przybliżona, często używana postać logarytmiczna:
{\displaystyle \ln n!\approx n\ln n-n.}
Wzór Stirlinga stosuje się także dla obliczania przybliżonej wartości funkcji gamma, która rozszerza funkcję silnia na zbiór liczb zespolonych.
Nazwa pochodzi od nazwiska szkockiego matematyka: Jamesa Stirlinga.

## Wyprowadzenie
Wzór, wraz z precyzyjnym oszacowaniem błędu, może być wyprowadzony następująco. Zamiast przybliżać {\displaystyle n!,} weźmy logarytm naturalny
{\displaystyle \ln n!=\ln 1+\ln 2+\ldots +\ln n.}
Następnie, aby znaleźć przybliżenie wartości {\displaystyle \ln(n!),} stosujemy wzór Eulera-Maclaurina, podstawiając {\displaystyle f(x)=\ln(x){:}}
{\displaystyle \ln n!=n\ln n-n+1+{\frac {\ln n}{2}}+\sum _{k=2}^{m}{\frac {B_{k}{(-1)}^{k}}{k(k-1)}}\,\cdot \,\left({\frac {1}{n^{k-1}}}-1\right)+R,}
gdzie {\displaystyle B_{k}} to liczba Bernoulliego, a {\displaystyle R} jest resztą wzoru Eulera-Maclaurina.
Dalej z obu stron bierzemy granicę,
{\displaystyle \lim _{n\to \infty }\left(\ln n!-n\ln n+n-{\frac {\ln n}{2}}\right)=1+\sum _{k=2}^{m}{\frac {B_{k}{(-1)}^{k}}{k(k-1)}}+\lim _{n\to \infty }R.}
Niech {\displaystyle y} równa się powyższej granicy. Łącząc powyższe dwa wzory, dostajemy wzór przybliżony w postaci logarytmicznej:
{\displaystyle \ln n!=\left(n+{\frac {1}{2}}\right)\ln n-n+y+\sum _{k=2}^{m}{\frac {B_{k}{(-1)}^{k}}{k(k-1)n^{k-1}}}+O\left({\frac {1}{n^{m}}}\right),}
gdzie O(·) to notacja dużego O.
Niech obie strony równania będą wykładnikami funkcji wykładniczej oraz wybierzmy jakąś konkretną dodatnią liczbę całkowitą, np. 1. Dostajemy wyrażenie z nieznanym wyrazem {\displaystyle e^{y}.}
{\displaystyle n!=e^{y}{\sqrt {n}}\ \left({\frac {n}{e}}\right)^{n}\left(1+O\left({\frac {1}{n}}\right)\right).}
Nieznany wyraz {\displaystyle e^{y}} może być wyznaczony poprzez wzięcie granicy po obu stronach przy {\displaystyle n} dążącym do nieskończoności oraz używając iloczynu Wallisa. Wartością {\displaystyle e^{y}} jest {\displaystyle {\sqrt {2\pi }}.} Otrzymujemy wzór Stirlinga:
{\displaystyle n!={\sqrt {2\pi n}}\ \left({\frac {n}{e}}\right)^{n}\left(1+O\left({\frac {1}{n}}\right)\right).}
Wzór może być również wyprowadzony poprzez wielokrotne całkowanie przez części. Wyraz wiodący może być znaleziony poprzez metodę największego spadku.

## Szybkość zbieżności i oszacowanie błędu
Dokładniej,
|  |  | {\displaystyle n!={\sqrt {2\pi n}}\;\left({\frac {n}{e}}\right)^{n}e^{\lambda _{n}},} |  | (2) |

przy
{\displaystyle {\frac {1}{12n+1}}<\lambda _{n}<{\frac {1}{12n}}.}

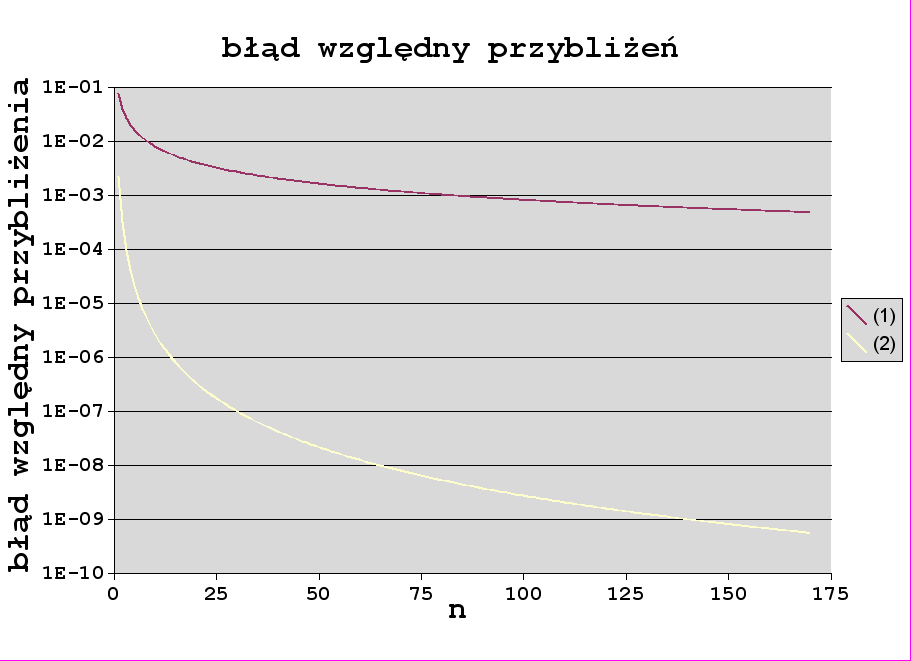
Przykład porównania jakości przybliżenia dla wzorów (wersja popularna) oraz (wersja dokładniejsza,). Dla n = 140 n! jest wyznaczona z dokładnością do 9 cyfr znaczących.

Tak naprawdę, wzór Stirlinga jest pierwszym przybliżeniem następującego szeregu (szeregu Stirlinga):
{\displaystyle n!={\sqrt {2\pi n}}\left({\frac {n}{e}}\right)^{n}\left(1+{\frac {1}{12n}}+{\frac {1}{288n^{2}}}-{\frac {139}{51840n^{3}}}-{\frac {571}{2488320n^{4}}}+\ldots \right).}
Przy {\displaystyle n\to \infty ,} błąd w seriach o skończonej długości jest co najwyżej równy pierwszemu pominiętemu wyrazowi. Jest to przykład rozwinięcia asymptotycznego.
Rozwinięcie asymptotyczne logarytmu również jest nazywane szeregiem Stirlinga:
{\displaystyle \ln n!=n\ln n-n+{\frac {1}{2}}\ln(2\pi n)+{\frac {1}{12n}}-{\frac {1}{360n^{3}}}+{\frac {1}{1260n^{5}}}-{\frac {1}{1680n^{7}}}+\ldots }
W tym przypadku błąd, wskutek pominięcia dalszych wyrazów, jest zawsze tego samego znaku i tego samego rzędu, co pierwszy pominięty wyraz.

## Wzór Stirlinga dla funkcji gamma

Porównanie aproksymacji Stirlinga z funkcją gamma

Wzór Stirlinga ma zastosowanie do przybliżonego obliczania funkcji gamma; funkcja ta jest zdefiniowana dla wszystkich liczb zespolonych innych niż liczby całkowite niedodatnie; jeżeli część rzeczywista liczby zespolonej jest większa od zera, {\displaystyle \Re (z)>0,} to
{\displaystyle \ln \Gamma (z)=\left(z-{\frac {1}{2}}\right)\ln z-z+{\frac {\ln {2\pi }}{2}}+2\int \limits _{0}^{\infty }{\frac {\operatorname {arctg} {\frac {t}{z}}}{\exp(2\pi t)-1}}dt.}
Powtarzane całkowanie przez części daje rozwinięcie asymptotyczne
{\displaystyle \ln \Gamma (z)=\left(z-{\frac {1}{2}}\right)\ln z-z+{\frac {\ln {2\pi }}{2}}+\sum _{n=1}^{\infty }{\frac {B_{2n}}{2n(2n-1)z^{2n-1}}},}
gdzie {\displaystyle B_{n}} jest {\displaystyle n}-tą liczbą Bernoulliego. Wzór jest poprawny dla modułu z {\displaystyle z,} mianowicie {\displaystyle |\arg z|<\pi -\varepsilon ,} gdzie {\displaystyle \varepsilon } jest dodatni. Błąd przybliżenia:
{\displaystyle O(z^{-m-1/2})} dla użytych {\displaystyle m} wyrazów.

## Zbieżna postać wzoru Stirlinga
Wyznaczenie zbieżnej postaci wzoru Stirlinga wymaga oszacowania
{\displaystyle \int \limits _{0}^{\infty }{\frac {2\operatorname {arctg} {\frac {t}{z}}}{\exp(2\pi t)-1}}\,dt=\ln \Gamma (z)-\left(z-{\frac {1}{2}}\right)\ln z+z-{\frac {1}{2}}\ln(2\pi ).}
Jedną z metod jest uśrednianie zbieżnych serii odwróconych rosnących eksponent. Jeśli {\displaystyle z^{\overline {n}}=z(z+1)\ldots (z+n-1),} wtedy
{\displaystyle \int \limits _{0}^{\infty }{\frac {2\operatorname {arctg} {\frac {t}{z}}}{\exp(2\pi t)-1}}\,dt=\sum _{n=1}^{\infty }{\frac {c_{n}}{(z+1)^{\overline {n}}}},}
gdzie:
{\displaystyle nc_{n}=\int \limits _{0}^{1}x^{\overline {n}}\left(x-{\frac {1}{2}}\right)\,dx.}
Z tego otrzymujemy następującą postać ww. wzoru
{\displaystyle \ln \Gamma (z)=\left(z-{\frac {1}{2}}\right)\ln z-z+{\frac {\ln {2\pi }}{2}}}
{\displaystyle +{\frac {1}{12(z+1)}}+{\frac {1}{12(z+1)(z+2)}}+{\frac {59}{360(z+1)(z+2)(z+3)}}+\ldots ,}
który zbiega, gdy {\displaystyle \Re (z)>0.}

## Historia
Wzór został odkryty przez Abrahama de Moivre w postaci
{\displaystyle n!\sim c\cdot n^{n+1/2}e^{-n},\quad c=\operatorname {const} .}
Wkładem Stirlinga było pokazanie, że stałą {\displaystyle c} jest {\displaystyle {\sqrt {2\pi }}.} Bardziej precyzyjną wersję podał Jacques Binet.
Przybliżenie Stirlinga „pierwszego rzędu”, {\displaystyle n!=n^{n},} zostało użyte przez Maxa Plancka w jego artykule z roku 1901, w którym wyprowadził on wzór na promieniowanie ciała doskonale czarnego. Przybliżenie to powiązało zaproponowaną przez Plancka koncepcję elementów energii z wzorem na promieniowanie ciała doskonale czarnego. Przybliżenie było później często używane w teorii kwantowej, na przykład przez Louis de Broglie’a. Dla bardzo dużych {\displaystyle n} wykres przybliżenia „pierwszego rzędu” wzoru Stirlinga, zrobiony w skali logarytmicznej, jest prawie równoległy do linii otrzymanej z koncepcji odseparowanych od siebie kwantów światła.
Jednak entropia układu, obliczona przy zastosowaniu przybliżenia Stirlinga „pierwszego rzędu”, jest inna, przy czym stosunek tych wielkości staje się silnie nieliniowy dla małych {\displaystyle n.} Można tylko spekulować, że podobny wpływ na entropię systemu mogłoby mieć wprowadzenie do opisu zasady nieoznaczoności, spinu fotonu i innych wielkości fizycznych nieznanych w czasie, gdy powstawała stara teoria kwantowa. Brak jest doświadczalnej weryfikacji związków między użytym przez Plancka przybliżeniem Stirlinga „pierwszego rzędu” i najnowszymi teoriami fizycznymi.